# 柳美穂
柳 美穂（やなぎ みほ、1989年6月15日 - ）は、日本のプロボウラー。埼玉県出身。神戸ボウリング倶楽部（兵庫県神戸市中央区）所属。
JPBA第41期生。ライセンスNo.447（2008年交付）。BS日テレで放送されている『ボウリング革命 P★League』でのキャッチフレーズは『全力レボリューション』。

## 経歴
高校卒業後にプロテストを受験して合格。1年目に参加したトーナメントは全て予選落ちだった。2年目にラウンドロビンを経験。2009年は第2シードとなり、2010年もそれを保持した。
Ｐリーグは第32戦から第38戦まで出場。デビュー戦を勝利で飾り、準決勝で同期生の鈴木亜季プロ（Ｐリーグは同時デビュー）と対戦した。

## プロ入り後の戦績

### 2009年
- DHCツアー 第2戦 4位

### 2010年
- BIG BOX 東大和カップ 7位

### 2013年
- 第32回全日本ミックスダブルスオープンボウリングトーナメント 4位

### 2015年
- 第10回MKチャリティカップ 7位

## TV出演
- 「炎の体育会TV」 (2012年、TBS系列)